# Christia campanulata
Christia campanulata är en ärtväxtart som först beskrevs av Nathaniel Wallich, och fick sitt nu gällande namn av Krishnamurthy Thothathri. Christia campanulata ingår i släktet Christia och familjen ärtväxter. Inga underarter finns listade i Catalogue of Life.